# Kasidol
Kasidol (em cirílico:Касидол) é uma vila da Sérvia localizada no município de Požarevac, pertencente ao distrito de Braničevo, na região de Braničevo. A sua população era de 744 habitantes segundo o censo de 2002.

## Demografia
| 1948  | 1953  | 1961  | 1971  | 1981  | 1991  | 2002 |
| ----- | ----- | ----- | ----- | ----- | ----- | ---- |
| 1 272 | 1 317 | 1 276 | 1 289 | 1 227 | 1 144 | 744  |